# Heinrich Himmler
Heinrich Luitpold Himmler (7. října 1900, Mnichov – 23. května 1945, Lüneburg) byl říšský vůdce SS, šéf gestapa, velitel Allgemeine SS, na konci války z pověření Hitlera velel Waffen SS na severozápadní straně Německa, říšský ministr vnitra a organizátor hromadného vyvražďování Židů (holokaustu). Za své zločiny nebyl nikdy souzen, krátce po konci druhé světové války v Evropě spáchal sebevraždu kyanidovou kapslí při výslechu v britském zajetí. 

## Mládí

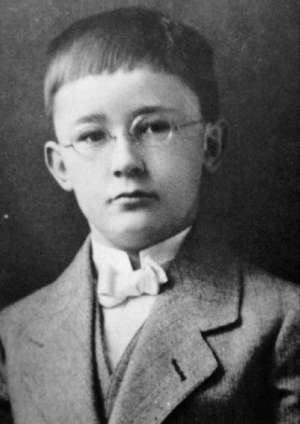
Heinrich Himmler v sedmi letech (v roce 1907)

Narodil se 7. října 1900 v Mnichově v rodině zbožného přísného římskokatolického učitele, který určitou dobu vychovával bavorského korunního prince. Měl dva bratry, staršího Gebharda Ludwiga (1898–1989) a mladšího Ernsta Hermanna (1905–1945).
Vzdělání získal na gymnáziu v Landshutu. V roce 1917 nastoupil jako dobrovolník do armády. Koncem první světové války sloužil v armádě jako kadet u 11. bavorského pluku. V roce 1918 byl demobilizován a začal pracovat jako praktikant na statku v Ingolstadtu. V roce 1919 složil maturitní zkoušku a do roku 1922 studoval na zemědělské fakultě vysokého učení technického v Mnichově, úspěšně absolvoval s akademickým titulem Diplomlandwirth.
V roce 1922 nastoupil jako asistent u firmy na výrobu umělých hnojiv ve Schleissheimu u Mnichova. V roce 1922 vstoupil také do Röhmovy polovojenské organizace Reichsflagge. V srpnu 1923 vstoupil do NSDAP a zúčastnil se neúspěšného pokusu o převrat v listopadu 1923. Jeho stranický průkaz měl číslo 14 303. V roce 1924 byl bez zaměstnání a v roce 1925 nastoupil jako sekretář Gregora Strassera v župní služebně NSDAP v Landshutu. V roce 1926 přešel do ústředí NSDAP v Mnichově. V roce 1927 se oženil.

## Růst vlivu SS
V dubnu 1925 dal Adolf Hitler příkaz jednomu z příslušníků své ochranky (Stosstrupp-Hitler) Juliu Schreckovi, aby zřídil ozbrojené jednotky na ochranu představitelů politického vedení. O několik týdnů později se jim dostalo názvu ochranné oddíly (Schutzstaffel – SS).
Na počátku SS stálo 8 mužů, mezi nimi amatérský zápasník Ulrich Graf, bývalý hodinář Emil Maurice, drogista Julius Schaub, bývalý armádní poručík Erhard Heiden a bývalý koňský handlíř Weber. Julius Schreck byl prvním velitelem SS. 21. září 1925 rozeslal oběžník číslo 1, v němž žádá všechny místní organizace NSDAP, aby zřídily podle vzoru centrály místní SS. Podle oběžníku mělo jít o bojeschopné elitní skupiny 1+10 mužů, v Berlíně a Mnichově 1+20 mužů. Požadavek elitnosti se týkal spíše fyzické zdatnosti. O vypěstování naprosté oddanosti vůdci se měl postarat vnitřní výchovný řád SS.

## Himmler na vrcholu svých sil

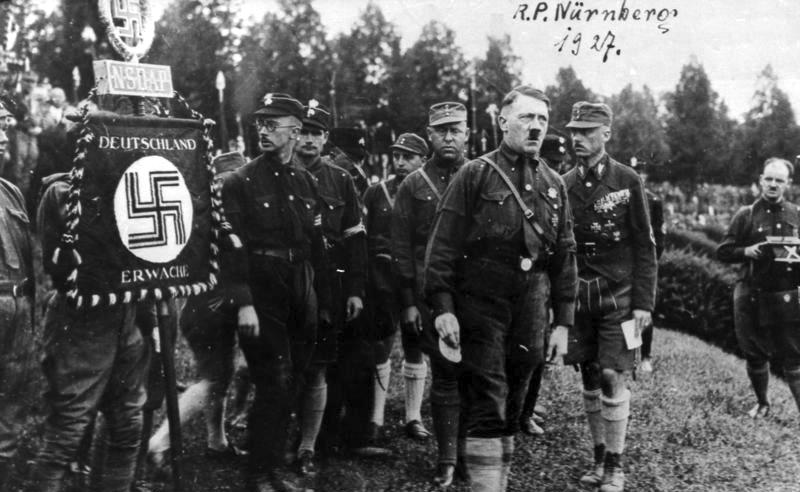
Nacisté v černých košilích v roce 1927. Zleva: Heinrich Himmler, Rudolf Hess, Gregor Strasser, Adolf Hitler, Franz von Salomon

V lednu 1929 byl jmenován Reichsführerem SS (Schutz Staffel), která v té době měla 200 mužů. Formálně spadalo SS pod SA a Ernsta Röhma.
V roce 1930 byl zvolen poslancem Říšského sněmu za NSDAP pro oblast Weser-Ems. Himmler se soustředil na rozšíření SS. V roce 1933 měly SS 52 000 mužů, proto se snažil získat jejich nezávislost na SA Ernsta Röhma.
V roce 1931 založil v rámci SS původně ideologickou zpravodajskou službu strany, poté bezpečnostní službu SD (Sicherheitsdienst), jejím vedením pověřil Reinharda Heydricha. Společně s ním tak do roku 1933 upevnil moc nacistů v Bavorsku. Rok předtím, v roce 1932, se dostal do sporu s Brunem Geschem, Obersturmbannführerem-SS, který jej kritizoval. Pokoušel se ho zničit, což mu ale nevyšlo.
V březnu 1933 se stal mnichovským policejním prezidentem a krátce poté velitelem politické policie v Bavorsku. V září 1933 byl jmenován velitelem všech jednotek politické policie kromě Pruska, kde byl formálně podřízen Hermannu Göringovi. 20. dubna 1934 se stal šéfem pruské policie a tajné státní policie gestapo (Geheime Staatspolizei). Rozhodujícím přelomem jeho kariéry se stala „Noc dlouhých nožů“ 30. června 1934, kdy bylo násilně odstraněno celé původní velení SA včetně Ernsta Röhma. Jemu se tak uvolnila cesta k vybudování skutečně nezávislé organizace SS, která by plně hájila nacionálně socialistickou myšlenku a převedla by rasistické myšlenky režimu v dynamický princip rozhodné akce.
17. června 1936 úspěšně dosáhl převzetí politické a kriminální policie v celé Třetí říši, stal se šéfem tajné státní policie gestapo ke svému postavení Říšského vůdce SS (SS-Reichsführer). Byl schopným organizátorem a správcem, byl pracovitým a výkonným úředníkem, přivedl k dokonalosti všechny metody organizovaného státního terorismu proti politickým a ostatním odpůrcům režimu.

## Druhá světová válka
V březnu roku 1933 zřídil první koncentrační tábor v Dachau u Mnichova. V následujících několika letech s Hitlerovým souhlasem podstatně rozšířil okruh osob, které byly internovány v těchto táborech.

### Himmler a rasová otázka

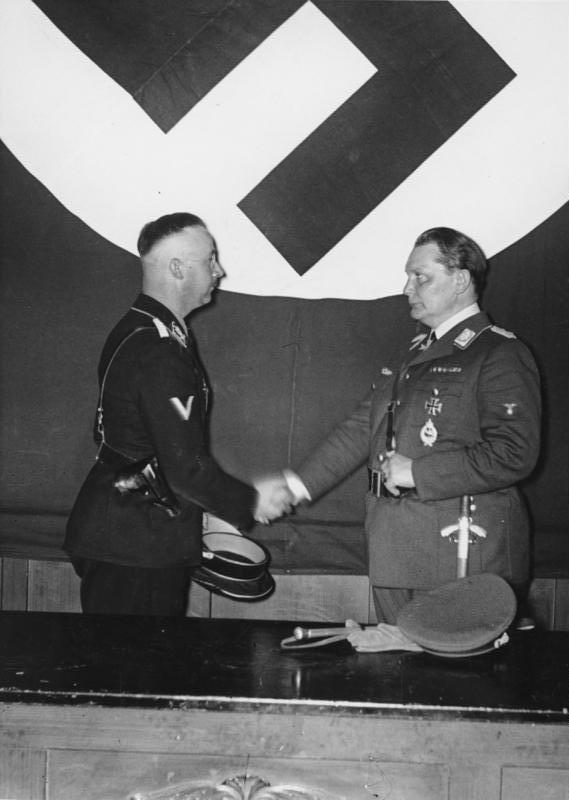
Hermann Göring jmenuje Himmlera náčelníkem policejního úřadu pruské policie, 20. dubna 1934

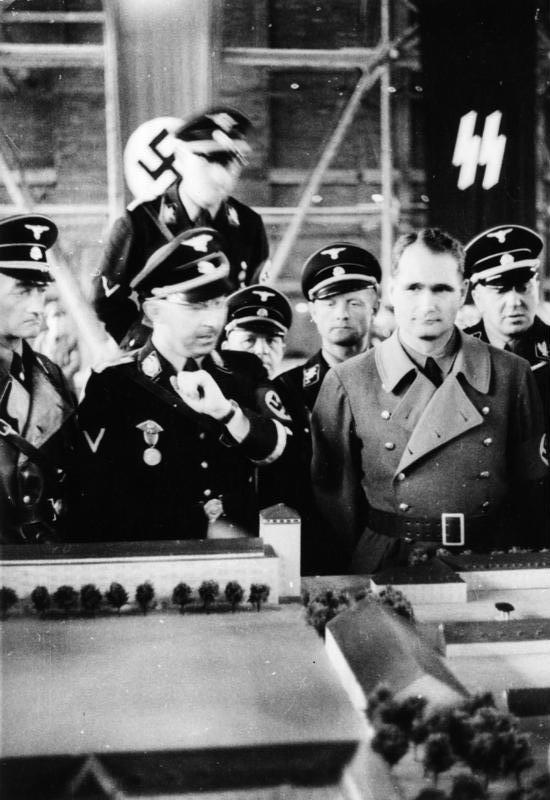
Himmler a Rudolf Hess v Dachau v roce 1936 u modelu tábora.

Vyznával filozofický mysticismus, byl posedlý názory mesmerismu, zajímal se o okultismus, přírodní léčitelství, homeopatii. Současně s tím byl fanatickým rasistou a prosazoval „árijský“ mýtus o nadčlověku. Ve své řeči v lednu 1937 Himmler prohlásil, že „neexistuje lepší živý důkaz dědičnosti a rasových zákonů, než koncentrační tábor, kde se nacházejí hydrocefalici, šilhající a deformovaná individua, položidé – nezanedbatelný počet podřadných podlidí.“ Úkolem německého lidu je „bojovat za likvidaci těchto podlidí všude na světě, kde se sdružují proti Německu, které je jádrem nordické rasy, proti Německu, jádra germánského národa, proti Německu, nositele lidské kultury.“
Záhy přeměnil rasovou otázku z „negativního konceptu založeného na antisemitismu“ na „organizační princip pro výstavbu jednotek SS“. Rasovou teorii v rasovou praxi. Koncentrační tábory se pod jeho vedením staly tábory smrti. „Árijská“ nadvláda byla upevňována systematickým a organizovaným vyhlazováním Židů, Slovanů a Romů v Polsku a Sovětském svazu.
Svůj romantický sen o modrookých blonďatých hrdinech uvedl do praxe kultivací elity pomocí „zákonů výběru“, na základě kritérií vzhledu, mentálních a fyzických testů, charakteru a ducha. Jeho aristokratické představy vůdcovství mělo být dosaženo úmyslným křížením rasově vybraných jedinců a kombinací jejich charismatické autority s byrokratickou disciplínou. Příslušník SS měl být představitelem nového člověka: bojovníka, správce, učitele a vůdce, aby byl připraven pro kolonizaci východních území. Tato syntetická aristokracie měla být trénována v polouzavřené společnosti a podporována nacistickým systémem jako celkem. Stál za zřízením Ahnenerbe/ dědictví předků/ i přes výhrady Adolfa Hitlera, který se na projekt díval skrze prsty a často jej otevřeně negativně kritizoval a bagatelizoval,se organizace značně rozrostla a zabývala se pavědami o germánské nadřazenosti. Stála za utrpením tisíce pokusů v koncentračních táborech na lidských bytostech, převážně Židech a Rusech.

### Rozporuplná osobnost

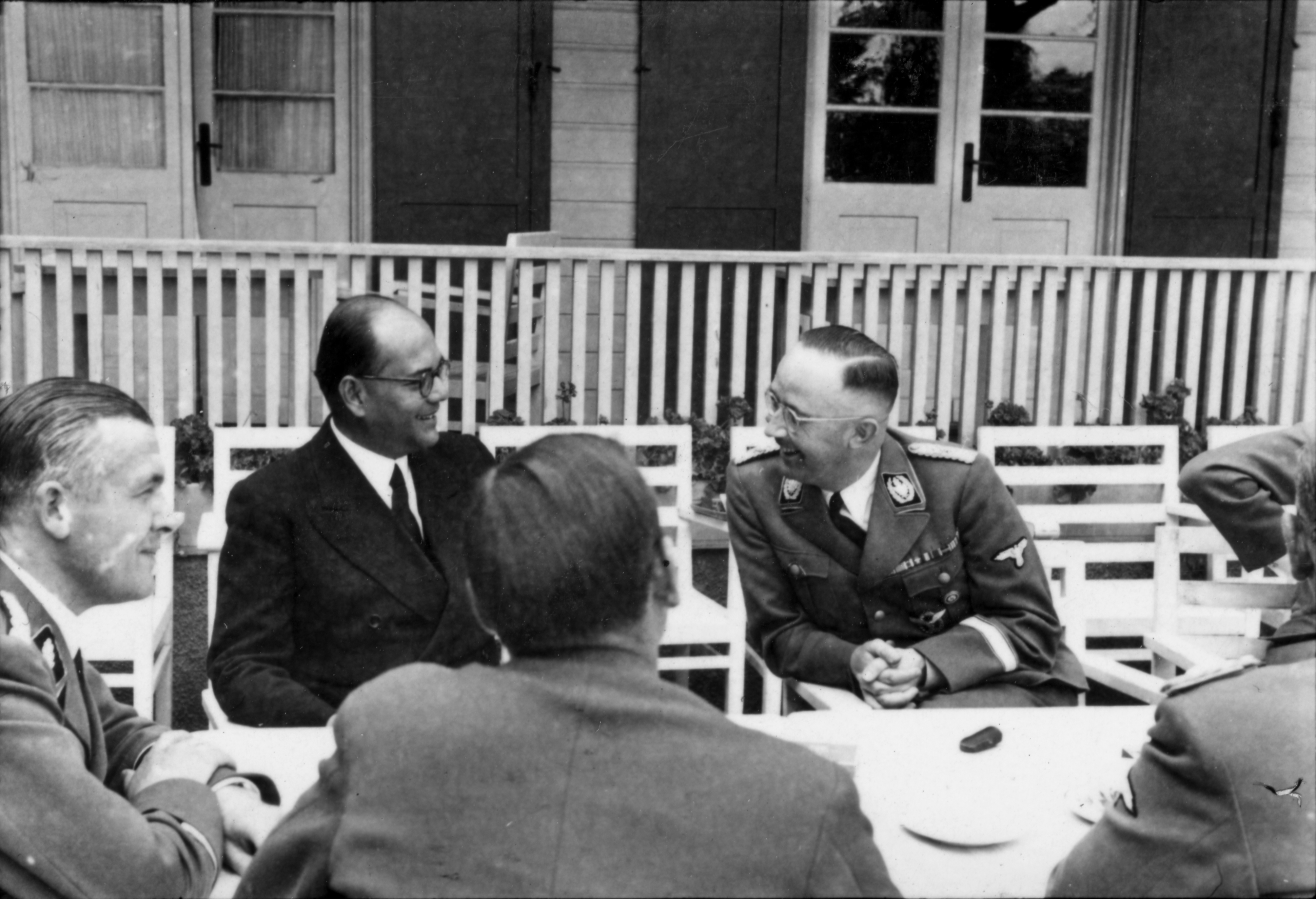
Himmler a indický protibritský politik Subhás Čandra Bose, hlava exilové vlády Ázád Hind, 1942

Malý nenápadný muž vypadal spíše jako bankovní úředník než jako diktátor německé policie. Nosil charakteristické kulaté brýle. Byl popisován jako muž bez emocí a bez nervů. Ve skutečnosti nesnášel pohled na utrpení a krev. Zhroutil se, když byl přítomen popravě stovky východních Židů na východní ruské frontě. Uvádí se, že po této zkušenosti nařídil, aby popravy Židů probíhaly „lidštějším“ způsobem s použitím plynu ve speciálně upravených vozidlech, které vypadaly jako stěhovací vozy.
Šlo o maloměstského excentrika, jehož přirozené snobství vedlo k tomu, že umožnil vstup do SS také příslušníkům starých aristokratických rodů. Vyznával primitivní náboženství ve spojení s kosmologickými dogmaty a spojoval příslušníky SS s jejich vzdálenými germánskými předky. Pěstoval romantické představy „návratu k půdě“ a německého „branného rolníka“, který zušlechťuje půdu na Východě. Na druhé straně byl velmi výkonným tvůrcem racionalizovaných moderních metod vyhlazování. Sám sebe považoval za převtělení středověkého krále Jindřicha Ptáčníka. V roce 1936 Himmler zorganizoval oslavu tisíce let od Jindřichovy smrti. Heinrich Himmler byl zároveň i vegetariánem. Velitelům SS dokonce nařizoval pojídání vegetariánské stravy.
Himmlerova osobnost dokonale vyjadřovala všechny rozpory nacionálního socialismu. Pro něj byly jednotky SS spojením starého řádu německých rytířů s novou aristokracií Herrenvolk na základě tradičních hodnot cti, poslušnosti, odvahy a věrnosti.

### Elita národa – SS

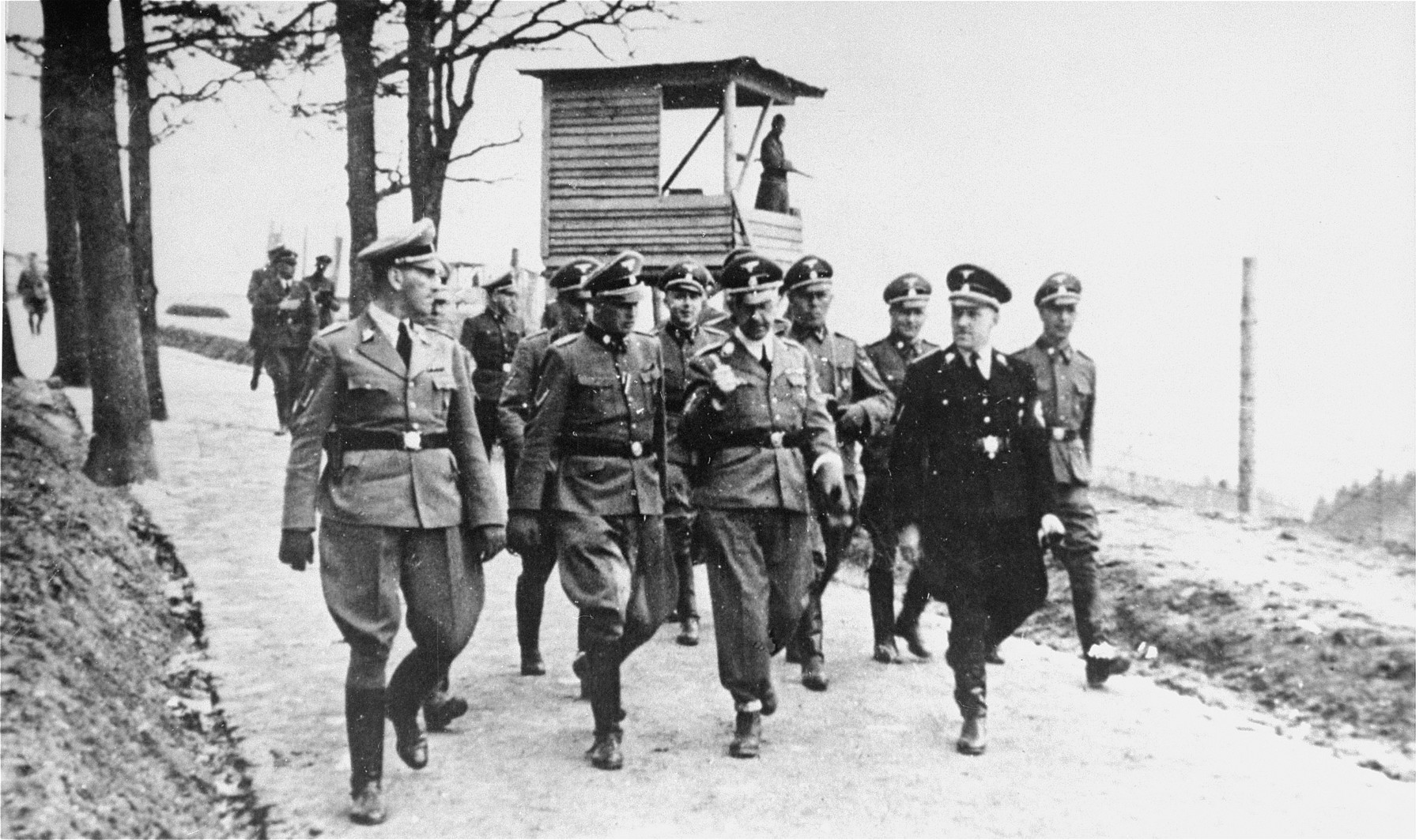
Himmler, Ernst Kaltenbrunner a ostatní důstojníci SS při návštěvě tábora Mauthausen, 1941

Proto, jako Říšský vůdce SS, zavedl princip rasového výběru příslušníků SS a zavedl zvláštní pravidla pro sňatky příslušníků SS tak, aby se zajistilo párování lidí s „vysokou hodnotou“. Založil státem řízenou lidskou farmu, „Lebensborn“, kde mladé dívky s dokonalými nordickými vlastnostmi byly k dispozici mladým příslušníkům SS za účelem početí dokonalého nordického potomka, který by byl vychováván podle národně socialistického ideálu. Himmler byl posedlý vytvořením rasy „superlidí“ pomocí křížení. 29. října 1939 prohlásil, že je povinností německých žen a dívek s dobrou krví přistupovat k mateřství s morální vážností a že by se měly stát matkami dětí vojáků pro další bitvy. Požadoval, aby váleční hrdinové mohli uzavřít druhý sňatek.
Příslušníci SS brzy tvořili privilegovanou kastu nacistické imperiální politiky v Evropě a stali se jádrem nového státního aparátu, který brzy prorostl celou společností a ovlivnil život všech obyvatel ve Třetí říši. Do jednotek Waffen-SS začali být v průběhu války přijímáni i „Árijci“ jiných národností, aby tak přispěl k vybudování „Německé říše německého národa“, která měla být založena na feudálních principech vládnoucí kasty.

### Říšský komisař
Koncem 30. let 20. století se myšlenka Velké germánské říše pro něj stala reálnější, když on sám dosáhl vrcholu moci. V říjnu 1939 jej Adolf Hitler jmenoval Říšským komisařem pro upevnění německého území (Reichskommissar für die Festigung des Deutschen Volkstums). Získal tak absolutní moc nad nově anektovaným územím v Polsku. Touto funkcí zodpovídal za návrat německých obyvatel na neněmeckém území zpět do Říše. Vypracoval plány na záměnu Poláků a Židů na území Polska německými obyvateli (Volksdeutschen) z baltických zemí a dalších částí vně Polska. Během jediného roku bylo více než milión Poláků a 300 tisíc Židů odsunuto na východ. Informoval příslušníky jednotky SS-Leibstandarte Adolf Hitler, že „je mnohem snazší ve většině případů jít společně do bitvy než potlačovat překážející populaci lidí nižší kulturní úrovně, provádět popravy, transportovat tyto lidi pryč nebo násilně vystěhovat plačící a hysterické ženy.“
Jeho velkým úspěchem bylo to, že dokázal příslušníky SS přesvědčit svým apokalyptickým „idealismem“ o tom, že nemají žádnou vinu ani odpovědnost za masové vyvražďování tisíců lidí a že dokázal o této nevině přesvědčit i sebe.
4. října 1943 hovořil k velitelům SS v Poznani. Mimo jiné uvedl:
| „ | Příslušník SS musí být čestný, mravný, věrný a kamarádský k příslušníkům naší vlastní krve, ale nikdy k nikomu jinému. Co se stane s Rusy, co se stane s Čechy, je naprosto lhostejné. Děti dobré německé krve je třeba zachránit a umístit v Německu. Zda ostatní lidé žijí v přepychu nebo umírají hlady mě zajímá jen potud, pokud slouží německé kultuře. Na smrti vyčerpáním deseti tisíc ruských žen při kopání tankového příkopu mě zajímá jen to, zda je tento tankový příkop pro Německo dokončen. Němci jsou jedinými skutečnými lidmi na světě a stejně jako se chovají slušně ke zvířatům, chovají se slušně k těmto lidským zvířatům, ale bylo by zločinem proti vlastní krvi se kvůli nim trápit a předávat jim své myšlenky. O odsunu Židů a hromadném vyhlazování židovské rasy nesmí příslušníci SS nikdy hovořit veřejně. Většina z příslušníků SS již viděla stovky, tisíce mrtvol pohromadě. Přesto, kromě výjimek lidské slabosti, musí příslušníci SS zůstat slušní. V tom spočívá jejich tvrdost. | “ |

V letech 1940–1941 formuloval základy východního generálního plánu (Generalplan Ost), který počítal s likvidací nebo deportací pěti slovanských národů, a v roce 1941 byl Hitlerem pověřen „konečným řešením židovské otázky“. V roce 1943 byl jmenován říšským ministrem vnitra.

### Válečný zločinec

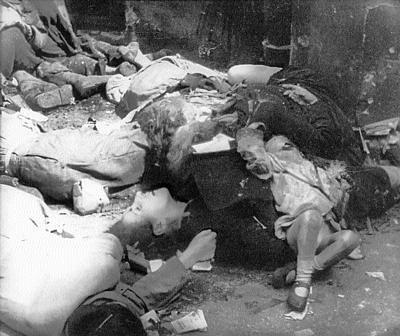
Srpen: „Neválčící obyvatelé, včetně žen a dětí, budou též popraveni...“ Polští civilisté povraždění příslušníky SS z jednotky Oberführera Oskara Dirlewangera.

V únoru 1944 mu byla podřízena armádní zpravodajská služba a 20. července 1944 byl jmenován velitelem týlové armády. Z titulu této funkce pod něj spadalo potlačení varšavského povstání. On sám osobně byl zodpovědný za masakry, které německé jednotky v tomto městě rozpoutaly. Na jeho příkaz nerespektovaly Ženevské konvence a masově vraždily bez rozdílu zajaté bojovníky i ošetřovatelky, jakož i všechny civilní obyvatele (muže, ženy, nemluvňata).
| „ | * Zajatí povstalci budou popraveni bez ohledu na to, zda dodržují či nedodržují Ženevské konvence. * Neválčící obyvatelé, včetně žen a dětí, budou též popraveni. * Celé město bude srovnáno se zemí, to jest domy, ulice, veřejné stavby i vše, co se v něm najde. Rozkaz Heinricha Himmlera | “ |

V listopadu téhož roku byl pověřen velením skupiny armád Horní Rýn a v lednu 1945 byl ustanoven velitelem skupiny armád Visla. 20. dubna 1945 nabídl Spojencům jednání o separátní kapitulaci a 29. dubna ho Adolf Hitler zbavil všech funkcí a vyloučil z NSDAP. 5. května 1945 se admirál Karl Dönitz, který se stal nástupcem po Hitlerovi, zřekl jeho služeb.
V tajných dokumentech britské zpravodajské služby v Londýně byly nalezeny záznamy o tom, že se koncem druhé světové války pokusil získat politický azyl pro sebe a 200 předních nacistů výměnou za 3 500 Židů v koncentračních táborech. Podle dokumentů byli vězni z jednoho koncentračního tábora odesláni do Švýcarska ve dvou nákladních vlacích.

## Smrt

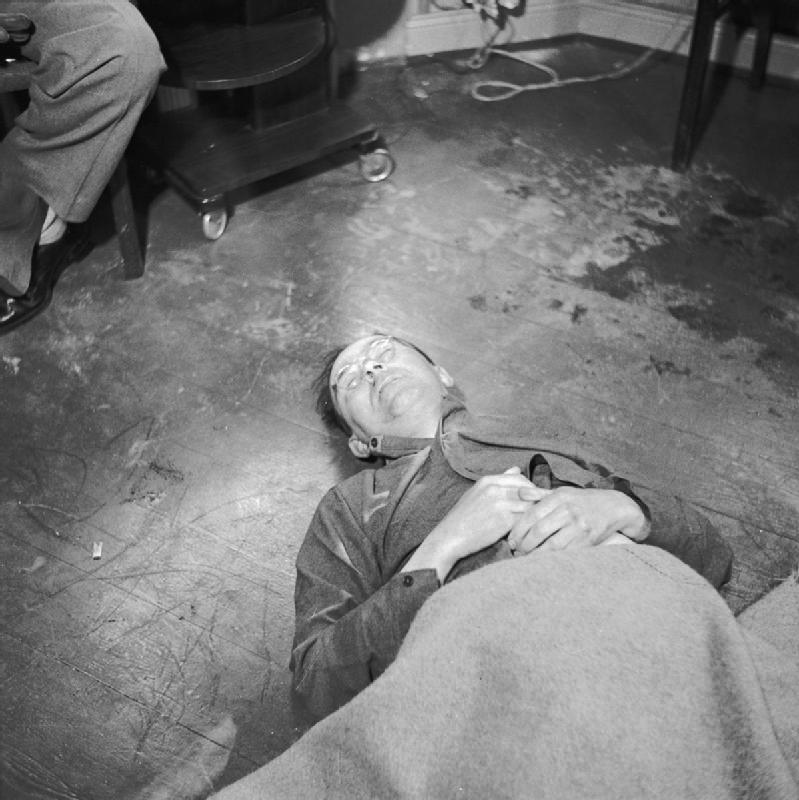
Mrtvola Heinricha Himmlera 23. května 1945

Krátce po ukončení války prchal na západ společně se svými dvěma pobočníky směrem přes Labe v přestrojení za rotmistra tajné polní policie (Geheime Feldspolizei) a s padělaným dokladem na jméno Heinrich Hitzinger. Na půli cesty mezi Brémami a Hamburkem byl dne 21. května 1945 britskými vojáky zajat (mezi svědky Himmlerova zatčení patřil i britský důstojník a budoucí prezident Izraele Chajim Herzog), nebyl ale poznán a dva dny byl považován za bezvýznamného zajatce.
Teprve 23. května kolem poledne se sám bez donucení v internačním táboře v Bertfeldu přiznal ke své pravé totožnosti. Není známo, proč svoji identitu odhalil. Ještě téhož dne po převozu do Lüneburgu v britském zajetí spáchal sebevraždu kyanidem, který měl ukryt mezi svými zuby a který britský lékař při prohlídce neobjevil.
Pohřben byl o dva dny později pouze jedním britským seržantem zcela anonymně na Lüneburském vřesovišti do neoznačeného hrobu. Z jeho osobních věcí se do dnešních dob dochoval pouze monokl, který se nachází v muzeu v dánské Kodani.

## Vyznamenání
- Zlatý stranický odznak
- Řád krve[7]
- Medaile za Anschluss
- Sudetská pamětní medaile
- Medaile na památku návratu Memelu[8]
- Imperiale Orden vom Joch und den Pfeilen 1939 (Španělsko)
- Služební vyznamenání NSDAP[9], bronzové
- Služební vyznamenání NSDAP, stříbrné
- Služební vyznamenání SS[10], IV. stupeň – za 4 roky
- SS-Ehrenring
- Čestná dýka Reichsführera SS
- Civilní odznak SS
- Čestný prýmek starého bojovníka
- Německá olympijská čestná medaile[11], I. třída
- Vyznamenání za péči o německý lid[12]
- Společný odznak pro piloty a pozorovatele[13] , ve zlatě s brilianty
- Medaile Atlantického valu[14]
- Sportovní odznak SA[15], bronzový

Údaje použity z: polská Wikipedie-Heinrich Himmler/Odznaczenia (lista niepełna) a švédská Wikipedie-Heinrich Himmler/Utmärkelser